# EPrix van Jeddah
De ePrix van Jeddah is een race uit het Formule E-kampioenschap, gehouden op het Jeddah Corniche Circuit. In Jeddah maakte de race haar debuut op de kalender als de derde race van het elfde seizoen.

## Geschiedenis
De Formule E reed vanaf het seizoen 2018-2019 al in Saoedi-Arabië. Tot en met het seizoen 2023-2024 werd de ePrix van Ad Diriyah in het land georganiseerd. In september 2024 werd bekend dat de locatie van deze race vanaf het seizoen 2024-2025 naar Jeddah zou verhuizen.
De race wordt gehouden op een ingekorte versie van het Jeddah Corniche Circuit, dat ook de locatie van de Grand Prix Formule 1 van Saoedi-Arabië is. Op 14 februari 2025 werd de eerste ePrix van Jeddah gewonnen door Maximilian Günther.

## Resultaten
| Editie | Seizoen   | Circuit | Winnaar                              | Tweede                                     | Derde                                      | Pole position                              | Snelste ronde                        |
| ------ | --------- | ------- | ------------------------------------ | ------------------------------------------ | ------------------------------------------ | ------------------------------------------ | ------------------------------------ |
| 1      | 2024-2025 | Jeddah  | Maximilian Günther DS Penske         | Oliver Rowland Nissan Formula E Team       | Taylor Barnard NEOM McLaren Formula E Team | Maximilian Günther DS Penske               | Maximilian Günther DS Penske         |
| 1      | 2024-2025 | Jeddah  | Oliver Rowland Nissan Formula E Team | Taylor Barnard NEOM McLaren Formula E Team | Jake Hughes Maserati MSG Racing            | Taylor Barnard NEOM McLaren Formula E Team | Sam Bird NEOM McLaren Formula E Team |